# Битуминозные пески

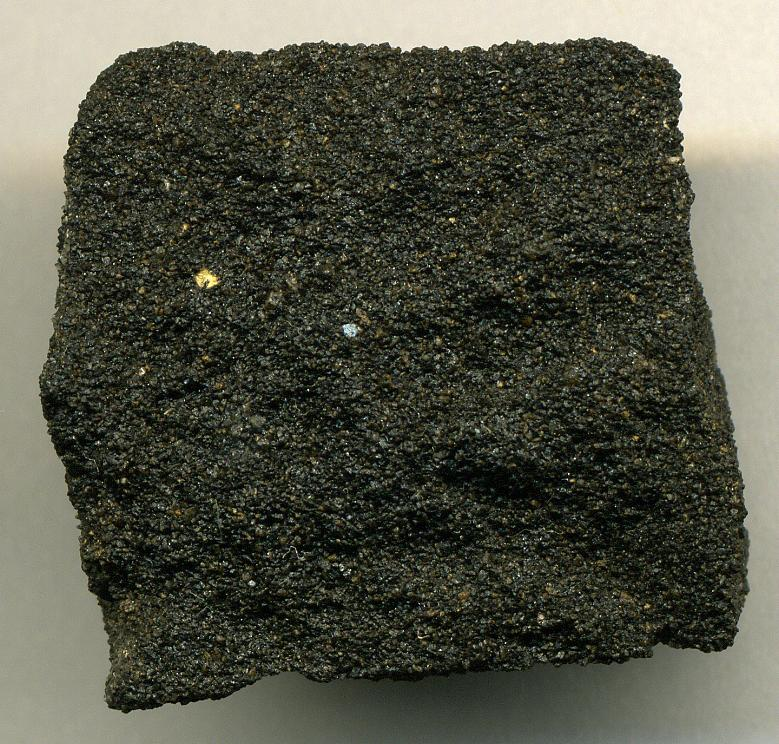
Глыба битуминозного песка

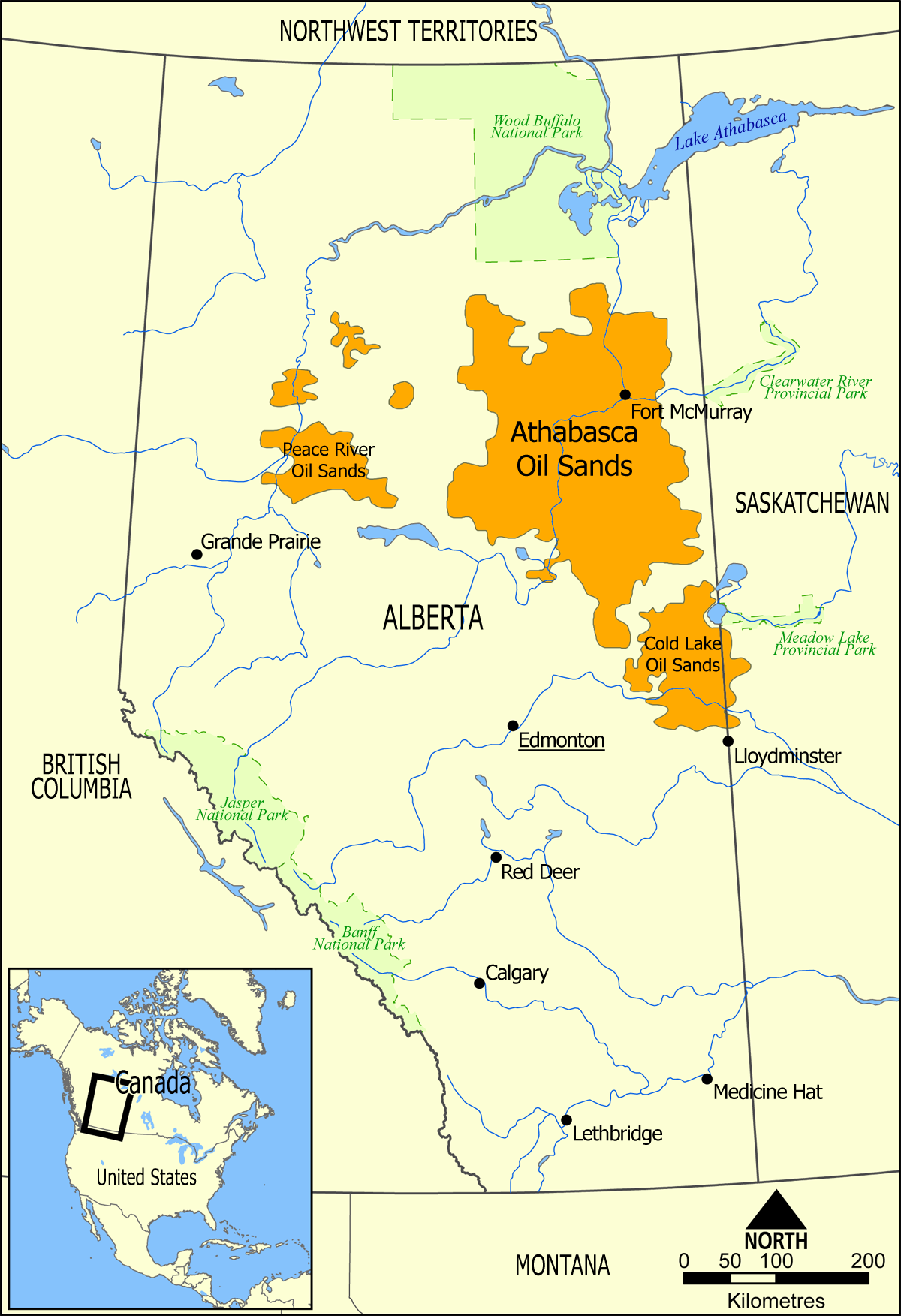
Битуминозные пески Атабаски, в Альберте к северу от Эдмонтона в Канаде, очень большой источник битуминозных песков

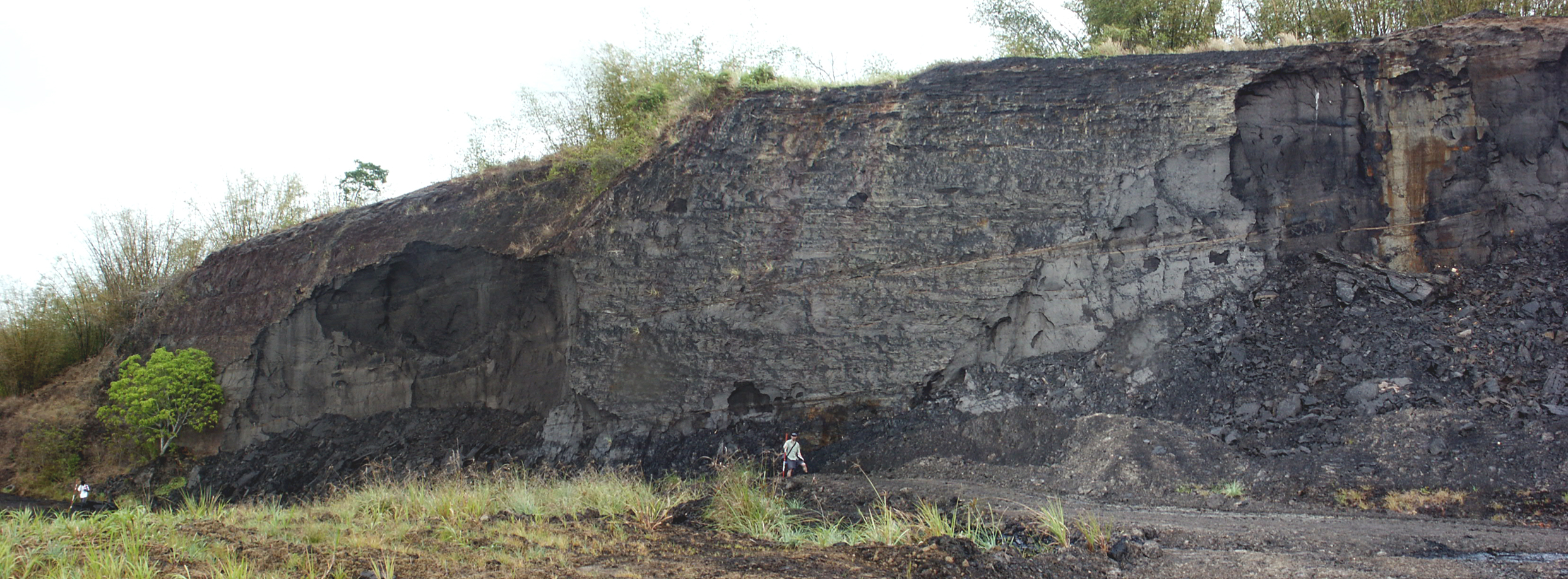
Выход на поверхность пласта битуминозного песка

Битуминозные (нефтяные) пески — горючее полезное ископаемое, один из видов нетрадиционной нефти. Нефть образуется вместе с газообразными углеводородами обычно на глубине более 1,2—2 км; залегает на глубинах от десятков метров до 5—6 км. Однако на глубинах свыше 4,5—5 км преобладают газовые и газоконденсатные залежи с незначительным количеством лёгких фракций. Наибольшее количество месторождений нефти располагается в диапазоне глубин от 1 до 3 км. Вблизи земной поверхности нефть преобразуется в густую мальту, полутвёрдый асфальт и др. — например, битуминозные пески и битумы.
В нефтяных песках Канады и Венесуэлы имеются большие запасы битума (3400 млрд баррелей). Добычу проводят главным образом карьерным или шахтным способом. В настоящее время компании Shell, BP и прочие ещё не могут производить много нефти из нефтяных песков, но ими ведутся разработки в этом направлении.
Запасы битума в битуминозных песках Альберты (Канада) и в Ориноко (Венесуэла) составляют соответственно 1,7 и 2,0 трлн баррелей, в то время как мировые запасы обычной нефти на начало 2006 года оценивались в 1.1 трлн баррелей. Добыча нефти из битуминозных песков Альберты составила 1,126 Мб/д (млн. баррелей в день) в 2006. Планируется увеличить её до 3 Мб/д в 2020 и 5 Мб/д в 2030. Добыча нефти из битуминозных песков Ориноко составляет 0,5 Мб/д, а в 2010 году планируется нарастить её до 1 Мб/д. Вся мировая добыча нефти составляет около 84 Мб/д. Таким образом, хотя запасы битуминозных песков огромны, добыча нефти из них в обозримом будущем (согласно нынешним прогнозам) будет удовлетворять всего несколько процентов от мировых потребностей нефти. Из четырех тонн битума в результате крекинга обычно получают один баррель тяжелой нефти. Проблема в том, что нынешние технологии добычи нефти из битуминозных песков требуют большого количества пресной воды.